# Recensământul Statelor Unite ale Americii din 1960

Animaţie prezentând ordinea intrării statelor în Uniune (1776 - 1959)

Recensământul Statelor Unite ale Americii din 1960 (engleză United States Census, 1960, conform originalului The United States Census of 1960) a fost cel de-al optsprezecelea din recensămintele efectuate o dată la zece ani în Statele Unite ale Americii, fiind al optsprezecelea dintr-o serie ce cuprinde azi 23 de calculări ale populației Uniunii. 
Cel de-al Optsprezecelea Recensământ al Statelor Unite, efectuat și coordonat de Oficiul de Recenzie al Statelor Unite ale Americii, a determinat populația rezidentă a Uniunii de a fi de 179.323.175, ceea ce reprezintă o creștere de 18,51 % față de  151.325.798 persoane (rezultat final) înregistrate în timpul recensământului anterior, cel din 1950. 

## Componența Statelor Unite ale Americii în 1960
În 1960, la data încheierii recensământului, Statele Unite aveau componența actuală, de 50 de state, Uniunea fiind constituită din cele 48 de state, care constituiseră Uniunea în 1950, anul celui de-al șaptesprezecelea recensământ, la care s-au adăugat alte două state: 
- 49. Alaska, la 3 ianuarie 1959 și
- 50. Hawaii, la 21 august 1959.

După admiterea acestor două state, numărul statelor care s-au alăturat Uniunii în secolul 20 a crescut la cinci: Oklahoma (în 1907), New Mexico și Arizona (în 1912), respectiv Alaska și Hawaii (în 1959). 